# Grafschaft Laon
Die Grafschaft Laon mit der Hauptstadt Laon bestand bereits zur Zeit der Merowinger. Graf Heribert von Laon, der in der ersten Hälfte des 8. Jahrhunderts lebte, war der Schwiegervater Pippins der Jüngeren und der Großvater Karls des Großen.
Erneut trat die Grafschaft Laon ins Zentrum des politischen Geschehens, als Graf Roger I. im Jahr 926 starb. Der französische König Rudolf (regierte 923–936) vertraute die Grafschaft Rogers gleichnamigem Sohn an, womit er die Ansprüche des Grafen Heribert II. von Vermandois überging, der daraufhin den abgesetzten und von ihm gefangen gehaltenen König Karl der Einfältige aus dem Gefängnis holte und erneut zum König proklamierte.
Als Heribert 929 Laon doch noch in seine Hand bekam, zog er seinen König wieder zurück.
Ab dem frühen 13. Jahrhundert trug der Bischof von Laon den Titel eines Herzogs von Laon, die Grafschaft war vor 1228 zur Duché-Pairie erhoben worden, der Bischof dadurch einer der alten Pairs von Frankreich.

## Grafen von Laon
- Heribert, erste Hälfte des 8. Jahrhunderts

- Roger I. (Rotger, Rotgarius), † 926, 921/925 Laienabt von St. Amand; ⚭ nach 890 Heilwig, † nach 895, Tochter des Markgrafen Eberhard von Friaul (Unruochinger) und der Gisela, einer Tochter Kaiser Ludwigs des Frommen (Karolinger), Witwe des Grafen Hucbald, wohl Hucbald von Dillingen, Graf von Ostrevant
- Roger II., dessen Sohn, Graf 926–942

- Hugo der Große, 946 Graf von Laon (Robertiner)

## Vizegrafen von Laon
- Barthélemy, 1168/90 bezeugt, † vor 1210, Vicomte de Laon
- Philippe, dessen Sohn, 1190 Vicomte de Laon, † vor 1213
- Alice, dessen Schwester, 1190/1215 bezeugt, 1213 Vicomtesse de Laon

## Vidame de Laon
Der militärische und weltliche Stellvertreter des Bischofs war der Vidame de Laon; der Titel wurde im Lauf der Jahrhunderte von zahlreichen Familien getragen, darunter die Roye, La Rochefoucauld, Béthune und Gontaut
- Marie de Clacy, † nach 1352, Erbin der Vidamé de Laonnois;
- ⚭ I Hugues de Châtillon, † 1336, Vidame de Laonnois, Sohn von Gaucher V. de Châtillon (Haus Châtillon)
- ⚭ II Hugues de Pierrepont, † nach 1349, 1347 Vidame de Laonnois (Haus Pierrepont)
- Gaucher de Châtillon, † um 1355, Vidame de Laonnois, Sohn von Marie und Hugues de Châtillon
- Marie de Châtillon, † 1410, Vidamesse de Laonnois; ⚭
- Jean I. de Craon, † 1409, 1364 Vidame de Laonnois (Haus Craon)
- Jean II. de Craon, † nach 1415, Vidame de Laonnois, deren Sohn